# Damak Maliho
Damak Maliho is een bestuurslaag in het regentschap Deli Serdang van de provincie Noord-Sumatra, Indonesië. Damak Maliho telt 1648 inwoners (volkstelling 2010).